# Эмма Итальянская
Эмма Итальянская (фр. Emma d’Italie; 948 — 12 октября после 988) — королева Западно-Франкского государства, жена короля Лотаря; её сын Людовик V был последним королём из династии Каролингов.

## Биография
Эмма была дочерью короля Италии Лотаря Арльского и Адельгейды Бургундской. Отец Эммы был убит в 950 году Беренгаром Иврейским, который хотел женить на матери Эммы своего сына, сделав его таким образом законным наследником королевства. Но Адельгейда отказала ему и вышла за германского императора Оттона I Великого, впоследствии став матерью императора Оттона II.
В 965 году Эмма вышла замуж за короля Лотаря Французского, в этом браке у неё был единственный сын, будущий король Людовик V (родился в 966 году). Брак Эммы был результатом договора между Лотарем и её сводным братом Оттоном II, которые стремились избежать взаимных конфликтов из-за пограничных территорий Лотарингии. Конфликты эти часто возникали благодаря интригам брата короля Лотаря, Карла. В 977 году Карл обвинил Эмму в супружеской измене с епископом Ланским Адальбероном. Синод под председательством Адальберона Реймского отклонил обвинение, и Карл, как ложный обвинитель, был изгнан. Карл бежал к императору Оттону II и получил от того герцогство Нижняя Лотарингия. С 980 года и до смерти короля Лотаря Французского в 986 году между супругами царили мир и спокойствие.
После смерти короля Лотаря Французского Эмма собиралась править, опираясь на советы канцлера архиепископа Адальберона Реймского, но молодой король Людовик V удалил её и епископа Ланского от двора, обвиняя в смерти отца. В причастности к смерти короля, а также в интригах в пользу германского императора был обвинен и архиепископ Адальберон Реймский, но в разгар разбирательства Людовик V неожиданно погиб на охоте. При содействии Адальберона Реймского королём был избран Гуго Капет. Последующая судьба Эммы неизвестна. Вероятно, она провела остаток своей жизни в одном из монастырей Бургундии.